# Posljednji Stipančići
Posljednji Stipančići je socijalni roman koji je napisao Vjenceslav Novak.

## Problematika koja se obrađuje
- opis sumornog interijera patricijskih obitelji u propadanju
- ilustracija svih slojeva hrvatskog društva (od stanovnika velegradskog podzemlja preko građanskih salona)
- razobličavanje ljudskog karaktera i prodiranje u mehanizam ljudske duše
- analizira moralnu i psihološku stranu ljudskog života
- opisuje psihologiju ljubavi, roditeljstva, braka, prijateljstva i ponire u dušu umjetnika i intelektualaca
- realno oslikavanje tragične strane ljudskoga života s naglašenim osjećajima sućuti za ljudska stradanja i patnju
- iz djela zrači humanost i samilost
- socijalni položaj ljudi u određenom povijesnom razdoblju
- različito poimanje očinske ljubavi
- opisivanje odnosa između likova i problemi političke scene

## Struktura djela
Roman prikazuje propadanje senjskih patricija u prvim desetljećima 19. stoljeća u kojem se prati generacijsko kretanje obitelji Stipančić, s posebnim usmjerenjem na posljednja dva naraštaja. Nejednak položaj djece u obitelji u kojoj se sva pozornost pridaje jednoj, a potpuno zapostavlja druga osoba, pa je roman svojevrsna analiza socijalnih, moralnih i psiholoških sastavnica tadašnjega hrvatskoga društva.

## Književna vrsta
Roman u kontekstu hrvatskoga realizma kao specifična pojava gdje se narušava kanonsku strukturu realističkoga romana s prvim nagovještajem modernističkoga proznoga izraza. U njemu je prikazana posebna tehnika izražavanja: pripovijedanje, opisivanje, dijalog, monolog, pismo, dnevnik, memoarski zapis, komentar. Neprestano prekidanje fabule, gdje su zastupljeni opisi interijera, eksterijera, krajolika, te opisi likova (portreti). Opisi imaju ulogu socijalne i psihološke karakterizacije likova.
Inspiracija iz sličnog djela: Opisivanje karakternih likova i promatranje ljudske duše te objektivno opisivanje događaja u prirodi zbivanja ljudskih osjećaja. Takvi pripovjedači događaja podsjećaju nas po stilu i načinu pisanja na Balzaca. Opisivanje interijera, eksterijera i krajolike na Turgenjeva i Josipa Kozarca. Možda ima malo doticaja s načelima pisanja Rousseauova Emila.

## Likovi
Ante Stipančić je hladan, sebičan i obrazovan otac. Ante je bio posljednji potomak te se oženio s Valpurgom, iz porodice starih plemića i senjskih patricija Domazetovića. Njegovo široko lice mirnih očiju, velikog dugačkog nosa, te pravilnih usta davalo je samosvjesnu glavu i izgled aristokrata koji ne mari ni za sav jad ni za zlobu. U sinu vidi sve i želi da sin bude bolji od njega. Nepravedno se odnosi prema kćeri. Misli samo na ugled imena Stipančić, i svoju karijeru. Otac čini sve kako bi sin svojim učenjem podigao ugled obitelji. Njegov otac Pavle i majka Kata bili su krčmar i krčmarica;  u ono doba vrlo bogati ljudi. Od njih je kao jedinac primio odgojem svoju taštinu, koja mu je ostala pečat na svakom koraku u životu. Nastojao je zaboraviti što su mu bili otac i mati i gledati u prošlost da potraži plemički list svojih pradjedova, koji nije mogao naći. Međutim držao se plemićem. Kod kuće je bio strah ukućana, a mali ljudi su ga na ulici pozdravljali dubokim klanjanjem, na koje nije nikada pozdravom uzvraćao. Bio je nesiguran na svakom svom koraku i nigdje nije uspijevao. Neprestano je lebdio i bio nezadovoljan svojim položajem. Previše se brinuo za sina, a ženu i kćer zanemarivao. U stvari je od sina htio napraviti ono što on nije uspio. Umro je onako kako je živio, okružen svojom ženom i kćeri koje su ga jedine donekle voljele i o njemu se brinule.
Valpurga Stipančić je suhonjava, sitna žena senjskog patricija, stara oko 46 godina. Nježna i svjesna majka koja sluša muža i brine se o djeci - po ponašanju sasvim suprotna mužu. Srednje visine, tamne kose, smeđih očiju s nježnim, brižnim pogledom i sramežljivim smiješkom. Tipičan prikaz tadašnje žene, koja se udala za Stipančića, a s obzirom na to da je on bio iz više obitelji, smatrala ga je savršenim. Nema mnogo utjecaja na muža i ponaša se kao sluškinja, jer ne bi voljela da ju muž odbaci, što bi za nju bila velika sramota. Bila je poslušna i radila je sve što se od nje tražilo, premda je bilo u suprotnosti njenom mišljenju i željama. Premda je iz pronađenih spisa uvidjela njegov pravi karakter i negativne osobine, za nju je on bio najbolji čovjek. Sve bi učinila za svoju djecu, pokazala pravu majčinsku ljubav i kada nije bilo oca svima je ugađala. Luciji je ispunjavala želje jer je bila takva osoba, koja nije mogla nikoga odbiti. Nakon što je muž umro, mnogo je patila u siromaštvu. Sin se promijenio, ne samo duševno, nego je ime i prezime promijenio u mađarsko, ali je ona smatrala da je tako moralo biti i ništa mu nije zamjerala. Sve je bila spremna dati, pa čak i svoj život, za sreću svoje kćeri, iako je znala da joj kćer ne bi nikada oprostila da sazna za njezinu tajnu. Zato je molila Martina da piše Luciji ljubavna pisma u ime Alfreda. Nadživjela je svoju kćer i jako je za njom patila, a najviše ju je boljelo što je izgubila sina kojega u biti nije nikada niti imala. Patnja njenog srca je konačno završila kada se smrznula jedne hladne noći tražeći milostinju. U samoj smrti Valpurge Stipančić uočljiva je simbolika. Naime, ona je prekrivena bijelom plahtom što simbolizira njenu nebitnost i manjak stava koji nikada nije imala u braku s Antom Stipančićem.
Lucija Stipančić je imala smeđe oči, a ten joj je bio bijel i fin, gotovo proziran. Bujna tamna kosa, crvene usne, tanahan struk, a malene grudi, kao u četrnaestgodišnje djevojčice. Iza takvog lika se krije starinski portret mladih aristokratkinja, a ne zaostaje joj za tim portretom ni ostali dio tijela. Bila je jako osjećajna i krhka i to je razlog njene prerane smrti na kraju romana. Iako je ona umrla od tuberkuloze, njeno duševno stanje dosta je pridonijelo ranijoj smrti. Imala je nesretno djetinjstvo i ona je lik tipične posrnule djevojke. Za njenu sudbinu kriv je njen otac i patrijarhalno društvo. Stalno je boravila u kući i zbog prestrogog odgoja nije znala za okrutnost i nepoštenje vanjskog svijeta. Ipak je pokazala hrabrosti da se suprotstavi ocu kojega nije mogla iskreno voljeti. On je za nju bio stranac kojega je mogla vidjeti samo ponekad, a u njegovom društvu znala je da se mora ozbiljno ponašati. Prema ocu je bila buntovna, bila je svjesna situacije u kojoj se ona i majka nalaze (za razliku od Valpurge koja nije svjesna). Prije očeve smrti,oprostila mu je za njegov odnos prema njoj, što je dokaz njene istinske dobrote. Bila je nesretna jer se zaljubila u krivog čovjeka i zato se razboljela. Alfreda je istinski voljela, pravom ljubavi i nije ga mogla shvatiti. Žalila je za svojom mladosti i nevinosti koju je izgubila zbog svoje naivnosti i neznanja. Prije svoje smrti odlučila je saznati istinu o pismima - ne da se zavaravati i uporna je.
Juraj Stipančić je prvi sin kojega je otac smatrao svojim nasljednikom. Otac mu je posvetio cijeli svoj život. Još od malena dovodio bi mu učitelje da nauči što više znanja. Majčinu i sestrinu ljubav nije ni osjetio jer mu to otac nije dozvoljavao. Zato kasnije prema njima nije ništa ni osjećao. Otišao je studirati, izmamio je što više novaca i posvetio se lagodnom životu. Nakon očeve smrti i dugo godina izbivanja više ga ništa nije vezivalo za rodni kraj. Kada je izmamio novac i od majke, promijenio prezime u mađarsko i više se nije javljao. Takvo ponašanje Jurja je od oca koji ga je tako odgojio.
Vukasović – čovjek od 45 godina, impozantne vanjštine, ne previše odgojen, ali s finom ironijom. Na njegovom licu titrao je gospodski smiješak, uvijek dostojanstven. On se protivio postojećoj vladi i htio je da se Senj priključi građanskoj Hrvatskoj. Dobivao je sve više pristaša, da bi na kraju i pobijedio.
Major Benneti bio je rodom Tršćanin, čovjek od 45 godina, smrknita i košćata lica, crnih i pronicljivih očiju. Od svojih namjera nije nimalo odstupao, ni pod kojim uvjetom i u tome je bio silovit, i sudio je baš kao da siječe sabljom. Znao je da može biti takav jer mu je to dopuštao položaj u vlasti. Grad ga se bojao i mnogi su bili uvjereni da bi on mogao i zgaziti onoga koji bi mu se pokušao suprotstaviti. Bio je neženja, veseljak i rado se kartao, ali je malo pio. U manipuliranju s građanima olakšavali su mu njegovi doušnici, među kojima je glavni bio Fabijan Martinčić.
Fabijan Martinčić bio je propalica, zanemaren čovjek koji ne pita gdje će dobiti groš i zaliti grlo. Hodao je veoma brzo i svojim mesnatim i plavim nosom zavirio je u svaki kut grada. Neprestano je žmirkao svojim vodenim očima, govorio bi nasilno, uvjeravajući svakoga.
Martin Tintor je mladić neugledan, visok, nespretnih kretanja, gospodski odjeven, široka lica, velika nosa i usta. Na tom mladiću je bilo pristojno duboko klanjanje i strahopoštovanje onome koji mu je pri dolasku i odlasku poljubio ruku.

## Kratka bilješka o djelu
U jednoj uglednoj senjskoj obitelji, gazda Ante Stipančić je zgodan čovjek, sebičan i osjećajno hladan. S obzirom na to da okolina utječe na čovjeka, on je strog otac, obrazovan čovjek koji želi da mu sin bude bolji od njega. U svome sinu vidi sve i zapostavlja kćer, prema kojoj se nepravedno postavlja i samo misli na ugled imena Stipančić, te svoju karijeru. Majka je nježna i svjesna, pokorno sluša muža i brine se o djeci. Nema mnogo utjecaja na muža, već se ponaša kao sluškinja, jer ne bi voljela da je muž odbaci, jer bi ju od naroda bila velika sramota. Otac sve čini kako bi njegov sin svojim učenjem podigao ugled obitelji, ali u dodiru s lošim društvom postaje neodgovoran. Loše se odnosi prema ocu, koji mu sve pokušava omogućiti da završi fakultet u Beču. Kći Lucija je mlada, lijepa djevojka koja traži malo slobode, ali je otac zapostavlja, kao da ne postoji i ona biva nesretna i tužna. Odrastanjem se za nju zanimaju mladići, ali njen otac ne poštuje njene želje, već ju majka samo tješi. Obitelj je podijeljena na muški i ženski rod, što je u devetnaestom stoljeću bio običaj. To znači da žene nemaju nikakva prava, a otac je glava obitelji, koji si previše umišlja. Kraj završava osiromašenjem obitelji, tragedijom, smrću oca, zatim kćerke i majke.

## Sadržaj
Zima je 1834. godine u Senju. U bijednoj sobici Valpurga Stipančić, udovica patricija Ante Stipančića, provodi dane sa svojom kćerkom Lucijom. Valpurga je suhonjava, sitna žena oko 46 godina i brine se o svojoj kćerki Luciji koja je oboljela od tuberkuloze. Ležala je ona zatvorena u maloj sobici u kojoj je zrak bio pretopao i težak, no majka nije dala otvarati prozore, da joj se kćer još više ne prehladi.

### I. poglavlje
Lucija je izgledala mnogo mlađa od svoje dobi. Imala je smeđe oči, a ten joj je bio bijel, fin, gotovo proziran. Bujna tamna kosa, crvene usne, tanahan struk, a malene grudi kao u četrnaestogodišnje djevojčice. Kako je majka nije puštala van iz kuće, to se Lucija ljutila. Ona bi rado otvorila prozor da vidi kakav je život na ulici, a njezin je bio dosadan sapet, mučan i uzaludan vapaj za životom.
»Poštar! Marko!« - klikne Lucija, stari listonoša, znanac njihove kuće, jedini čovjek koji je svakog mjeseca donosio slatke nade njezinom srcu, jedini koji unosi malo života u taj grob! Pismo je bilo od njezinog ljubljenog Alfreda, no koliko puta se pitala, da li on nju ljubi? Zar bi on mogao izdržati duge dvije godine, a da nju ne dođe vidjeti? No ona nije znala da su to lažna pisma. Nije znala da to pismo piše netko drugi po nagovoru njezine majke, kako bi joj bar malo uljepšala taj sumorni život.

### II. poglavlje
Ni njezina majka nije bila zdrava, već je odavno bolesna na srcu i svaka uzrujanost izazove osjećaj kao da će se ugušiti, no ona je mislila samo na Lucijino zdravlje. Majka joj je pričala o povijesti bogatih patricijskih obitelji njezinih Domazetovića i očevih Stipančića. Ratovanjem su se obogatili, ali je sve to išlo, po očevoj volji, njenom bratu Jurju, koji je to trošio živeći lagodno i ne mareći za obitelj. Njima dvjema od čitavog imanja ostala je samo ova sobica, a sve ostalo je otišlo na plaćanje Jurjevih dugova.

### III. poglavlje
U ulici gornjega grada Senja bila je nekada kuća Ante Stipančića i njegovog oca Pavla. Ante je bio zgodan čovjek, ali sebičan i hladan. Oženio se tek u četrdesetoj godini, s gospođom Valpurgom koja je imala šesnaest godina. Kao otac vrlo se nepravedno odnosio prema kćeri Luciji, a od sina Jurja zahtijevao da svojim učenjem podigne ugled obitelji, no odrastanjem u lošem društvu on postaje neodgovoran. Valpurga je bila nježna majka, koja je slušala muža i brinula o djeci. Svaku muževu zapovijed izvršavala je sa strahom i žurbom. Njezina je sloboda polako nestajala i u vlastitoj kući ona je postala ropkinja.
Dan prije Svih svetih bile su posljednje pripreme za krštenje Jurja u Stipančićevu vinogradu. Točno u jedan sat zagrmješe iz vinograda mužari uz prasak malih pušaka da gosti dolaze. Sva sila svijeta skupila se oko ceste da vide sjaj gostiju kakovog grad još nije vidio. Ante je obukao odoru senjskih plemića i mač, a to je bilo zabranjeno po Statutu Marije Terezije jer nije imao plemićku titulu. Svečanost je bila u toku, kada je stigla Valpurga, mlada majka, lijepa, sitna, obučena u odijelu starinskih senjskih otmjenih žena. Pijani natporučnik Winter kleknuo je pred nju i svojim pijanim glasom stao joj govoriti i prisezati ljubav. Stipančić ga napadne mačem i ozlijedi ga: «Zadovoljštinu hoću!» - no Wintera više nije bilo. Tako je završila svečanost. Gosti su se razišli, a na bogate ostatke gospodske večere navalila gradska čeljad, kao roj muha.

### IV. poglavlje
Kada je Ante otišao u Trst radi posla, jer je bio u neprilici zbog novca, Valpurga je našla spise o onom neugodnom događaju kada se krstio Juraj. Protiv Stipančića je podignuta parnica prema kojoj nije imao pravo nositi plemićko odijelo i mač, te su ga osudili na 100 carskih forinta u zlatu.

### V. poglavlje
Obiteljska kuća Stipančića nalazila se na sjeveroistočnoj strani grada. Bila je to prostrana kuća u kojoj su sobe bile napunjene svakojakim namještajem. U njoj su živjeli Ante, Valpurga, Juraj i Lucija, te sluškinja Gertruda. U kući je vladao red i govorilo se tiho, jer otac nije trpio da ga smeta nečiji govor. U takvoj tišini odrastali su Juraj i Lucija. Otac Ante je mario samo za sina. Njega je učio i školovao, a za Luciju nije ni mario i ona je tek kada je imala šest godina smjela sjesti za obiteljski stol objedovati. Kada je Juraj položio završni ispit s odličnim, Ante ga je poslao na sveučilište u Beč: »Ako se meni što dogodi, prodaj i krevet ispod sebe, da dovrši nauke. Od toga ćeš dječaka doživjeti više, nego možeš i pomisliti«« - govorio je Valpurgi.

### VI. poglavlje
Otac je samovao u svojoj sobi, a misli su mu neprekidno bile uz sina. Jedini vedriji izraz lica bio je kada bi dobio pismo od Jurja. Majka nikada nije dobila pismo u ruke. O sinu je znala samo kada bi otac za objedom pripovijedao o njemu. »A pita li što za kuću, za nas?« - pitala je bojažljivo majka. »Pozdravlja, a što drugo da pita? Hvala Bogu, da zaboravlja to gnijezdo!« - dodao je zlobno Stipančić. Otac je redovito slao novac Jurju, ali nakon četvrte godine morao je prodati brod, jer više nije imao novaca. Za Luciju se otac nije brinuo, on je rekao da se od žene traži samo da bude dobra domaćica, vjerna supruga i da ugađa mužu. Majci nije bilo pravo da se na sina troši toliki novac, a Luciji ne dozvoljava da ide u ženski zavod u Gradac – »jer to košta novaca.« Lucija je navršila 16 godina i dozvolili su joj da ide na ples. Bila je presretna i tamo je upoznala mladoga Bečanina Friedmana koji se u nju zaljubio.

### VII. poglavlje
Prošla i peta godina, a Stipančić nije dočekao da mu sin završi nauke. Imetak se brzo smanjivao, ali je i nadalje slao novac sinu. Još uvijek su njegove oči bile uprte u sina Jurja, dok Lucija nije imala baš ništa od svoje očevine.
U to vrijeme kanonik Vukasović zalagao se za ujedinjenje svih hrvatskih zemalja i tražio zastupnike za Hrvatski Sabor, no Stipančić je bio za ujedinjenje s Mađarima, ali obojici je smetala vojnička vlast u Senju. Vukasović je govorio: »Jedan narod ne smije gaziti prava drugog naroda, borba nije samo naše pravo već i dužnost!«

### VIII. poglavlje
Započela je »borba za vlast«. Na sastanku građana, kanonik Vukasović je govorio: »Ima našeg naroda pod Turčinom, Talijanom i pod Nijemcem. Naša krv čuva Evropu, a hrvatskim zemljama plaća Austrija svoje dugove. Narodna svijest se budi! Budimo se i biti ćemo svoji!« tako je kanonik govorio, ali nije govorio ni talijanski, ni njemački, već hrvatski, a to je bilo čudno. Slušali su ga, ali ga nisu razumjeli, već su pomišljali – »najbolje je, ne pačati se ni u što!« I tako je Vukasović dobivao nove pristaše, ali ih je i gubio, jer narod nije znao kome će, pa se podijelio. Stipančić je odobravao kanoniku, ali je u duši mislio kako će utrti put svome Jurju kod Mađara i već je pripremao govor što će ga održati na požunskom Saboru s idejom: »da će grad Senj pohrliti u bratsko naručje viteškog mađarskog naroda.«

### IX. poglavlje
Odnosi između oca i kćeri postajali su sve lošiji, jer njihove nesuglasice dolaze oko nebitnih stvari. Ona pokušava pokazati ocu svoju vrijednost i svoje pravo: »Ta ja već nisam dijete! Bratu sve, a meni baš ništa!« Slomljen materijalnim i političkim neuspjesima i sinovljevim moralnim padom Stipančić se razbolio. Strašno ga je sin razočarao, u kojega je on toliko vjerovao: »Juraj Stipančić bivši doktorand prava postao je konobar!« I tako je majka saznala, da je sve što su imali otišlo na školovanje sina: »On je propao, a nas upropastio!«

### X. poglavlje
»Je li to istina, da bi se njegov Juraj tako ponizio?« Ante je otišao kod Cincara Marka, da mu dade na zajam 500 forinti. Znalo se da taj lihvar posuđuje novac samo uz dobru jamčevinu i masne kamate. Kada je lihvar zatražio dva svjedoka, Ante je od stida odustao, jer nije želio da se razglasi po gradu kako su Stipančići osiromašili, pa moraju na zajam uzimati novce.

### XI. poglavlje
Major Benneti rodom Tršćanin, nizak crnomanjast, crnih očiju htio je razbiti trijumvirat Vukasović – Stipančić – Ćolić, te je došao do Ante da razgovaraju o Vukasovićevoj politici i da ga pridobije za sebe. Čak mu je ponudio mjesto gradskog suca, ali je on odbio. Drugi je dan Ante donio svoj govor Vukasoviću i zamolio ga za novac, no dobio je negativan odgovor. Vukasović je dobio anonimnu poruku da se Stipančić potajno dogovara s majorom Bennetijem. Kako Stipančić nije dobio novac od kanonika Vukasovića, ode do Bonetija: »Predomislio sam se i nakon promišljanja, došao sam do zaključka da je Vukasović fantastična luda i buntovnik koji hoće da se obori na osnovne temelje naše države, uz takvoga ja pristati ne mogu!« Uz to je dobio i novac. Odmah pošalje pismo sinu: »Ti si mi ispraznio ruke, da nisi – moj bi se glas čuo u Požunu i ja bih stvorio tebi put do najodlučnijih mjesta. Sada radi što hoćeš i kako hoćeš, ubij se, ja sam bešćutan.«

### XII. poglavlje
Juraj je nastavio školovanje. Kako se Stipančić loše osjećao, te je poslao sinu pismo u kojem ga moli da se brine o majci i sestri: »znaj dragi Jurje, da sam na te izdao sve tvoje i njezino sve. Ako se meni što dogodi, a ti joj bratski ne vratiš, njoj ne preostaje nego da obilazi tuđe pragove, ona nema ništa do svoje mladosti i ljepote. Poradi tebe, bio sam spram njih nepravedan.«
Došao je dan izbora. Dvije strane su se sukobile. Nastala je prvo galama, pa potom tuča, tako da je Boneti zbog nesposobnosti oko izbora bio premješten. Na njegovo mjesto je došao major Winter, isti onaj koji je svojim drskim ponašanjem upropastio svečanost na krštenju Stipančićevog sina Jurja.
Krajem jeseni Ante oboli od upale pluća, baš kada je u obitelj stigla dobra vijest da je Juraj položio posljednji ispit. Ubrzo nakon toga otac umire na rukama Lucije.

### XIII. poglavlje
Nakon očeve smrti, Juraj je od majke tražio ogromne svote novaca za podmirenje svojih golemih dugova, no ona nije imala ništa. Kroz njezine ruke nije prolazio novac, sve je to Stipančić držao u svojim rukama, pa nije ni znala da je za život potreban i novac.
Konačno je i Juraj došao kući. Bilo ga je teško prepoznati. Od sitnog slabašnog djeteta kakav je otišao u Beč, pred majkom je stajao čovjek podbula lica, izbuljenih očiju pod naočalama, čupave kratke brade i brka, a okrugla glava izrasla je gotovo iz ramena. Vratio se s prijateljem Alfredom pl. Ručićem. Mladić je bio elegantan, otmjen i udvoran gospodin koji se odmah svidio Luciji. Alfred je znao vrlo lijepo govoriti i laskati, a Lucija, nenavikla na udvaranje, zaljubi se u njega. »Čini se dobar mladić taj Alfred« - reče mati – »Kako je rado uz nas, a naš Juraj, baš kao i otac, voli sam za se. Kao da ga za ništa nije briga« - govorila je majka. Lucija je bila uvjerena da je ljubi i da joj njegova ljubav godi i već je pomišljala da će ju odvesti iz tog mrtvila i povesti u slobodan i otvoren svijet. Juraj je pisao pismo Mukiju, da će mu ubrzo vratiti dug kada majka proda kuću i kako Alfred glumi zaljubljenost u Luciju. O majci i sestri nije imao lijepih riječi, jer on za njih nije ništa osjećao, jer mu to otac nije dozvoljavao. Kada je majka prodala kuću, vratio je svoje dugove.

### XIV. poglavlje
Juraj i Alfred otputovali su u Zagreb. Kako je majka prodala kuću, da bi vratila sinove dugove, morale su se preseliti u staru trošnu kućicu koja je nekada pripadala njezinoj obitelji.
Majka je uzdisala, a Lucija plakala i na očigled venula. Počela je pobolijevati, a Alfredova pisma nisu stizala. Kada je Lucija otkrila da je trudna, poslala je Alfredu pismo s vijestima, a on joj je iz Zagreba poslao pošiljku lijekova za izazivanje pobačaja. Od straha da se ne sazna za tu sramotu, majka se skanjivala poslati po liječnika, dok se Lucijino stanje iz dana u dan pogoršavalo. Majka je sve pokušala da bi pomogla kćeri. Pisala je sinu, ali se pismo vratilo i tako je saznala da je njen Juraj postao Mađar i da se sada zove Istvanffy György.
Lucija je venula i plakala i pred raspelom se molila za svoju smrt. Majka i kći tonu sve više u bijedu. Lucija je jedino sretna, kada dobije pismo od Alfreda. Ona nije znala da su to lažna pisma i da ih piše Martin Tintor iznoseći svoje osjećaje, ali u ime drugoga na Valpurginu 
molbu.

### XV. poglavlje
Dopisivanje je trajalo nekoliko mjeseci. Lucijina bi pisma majka pročitala i dala ih Martinu. On je odgovarao u ime drugoga, a pisao je o sebi. Ljubio je prvi puta, a ljubio je najčišćom, najidealnijom ljubavi. Želio je biti svećenik, ali nije mogao, bio je očaran njome, mislio je samo na nju i želio je samo nju. Znao je da ljubi bez nade, da njezina ljubav pripada drugome, plakao je, ali je bio sretan.
Lucija je počela sumnjati u pisma i krišom je napisala još jedno pismo Alfredu. Nakon nekoliko dana dobije povratno pismo u kojem joj on piše da je već prije godinu dana stupio u brak. Lucijin život je bio na kraju i ona umire: »Bila je lijepa za života, a sada kao da se smije, kao da će progovoriti« - govorila je Gertruda.
Sutradan mladi Martin Tintor vratio se u sjemenište: »sada ne može biti za mene zapreke, da ne budem do smrti vrijedan sluga Božji.«

### XVI. poglavlje
Gospođa Valpurga je preživjela Luciju još oko dvije godine, potpuno osiromašena. Polako su nestajali svi plemići u Senju. Na Veliki petak sve su sirotice išle prositi, među njima bila je i Valpurga. Da ih se ne prepozna, one su se zamatale u bijele plahte, pa bi polijegale na brdu Nehaj uz put kojim bi k slici Kalvarije prolazile procesije. Na okrajak plahte bacali bi im pobožni ljudi milostinju. Kada su se prosjaci izgubili, ostala je Valpurga mirno ležeći. Bez ikakve pomoći od sina, bez želje za životom, Valpurga Stipančić umrla je kao prosjakinja.